# Skárfia
Skárfia (Skarfia) är en ort i Grekland.   Den ligger i prefekturen Fthiotis och regionen Grekiska fastlandet, i den centrala delen av landet, 130 km nordväst om huvudstaden Aten. Skárfia ligger 11 meter över havet och antalet invånare är 378.
Terrängen runt Skárfia är platt åt nordost, men åt sydväst är den kuperad. Havet är nära Skárfia åt nordost. Runt Skárfia är det ganska glesbefolkat, med 42 invånare per kvadratkilometer. Närmaste större samhälle är Mólos, 3,4 km väster om Skárfia. 